# Belleair Beach
Belleair Beach és una població dels Estats Units a l'estat de Florida. Segons el cens del 2017 tenia 1.562 habitants.

## Demografia
Segons el cens del 2000, Belleair Beach tenia 1.751 habitants, 825 habitatges, i 545 famílies. La densitat de població era de 1.165,6 habitants per km².
Dels 825 habitatges en un 13,7% hi vivien nens de menys de 18 anys, en un 59,9% hi vivien parelles casades, en un 3,9% dones solteres, i en un 33,9% no eren unitats familiars. En el 26,4% dels habitatges hi vivien persones soles l'11,9% de les quals corresponia a persones de 65 anys o més que vivien soles. El nombre mitjà de persones vivint en cada habitatge era de 2,12 i el nombre mitjà de persones que vivien en cada família era de 2,54.
Per edats la població es repartia de la següent manera: un 11,9% tenia menys de 18 anys, un 4% entre 18 i 24, un 20% entre 25 i 44, un 38,3% de 45 a 60 i un 25,8% 65 anys o més.
L'edat mediana era de 52 anys. Per cada 100 dones de 18 o més anys hi havia 98,2 homes.
La renda mediana per habitatge era de 63.529 $ i la renda mediana per família de 90.282 $. Els homes tenien una renda mediana de 56.354 $ mentre que les dones 46.583 $. La renda per capita de la població era de 61.569 $. Entorn del 4% de les famílies i el 7,8% de la població estaven per davall del llindar de pobresa.

## Poblacions més properes
El següent diagrama mostra les poblacions més properes.